# Albert Barillé
Pour les articles homonymes, voir Barillé.
Albert Barillé, né le 14 février 1920 à Varsovie (Pologne) et mort le 5 février 2009 à Neuilly-sur-Seine, est un réalisateur, auteur, scénariste et producteur français d'origine polonaise. Il est notamment le créateur des séries d'animation Il était une fois… l'Homme, Il était une fois… l'Espace et Il était une fois… la Vie.

## Biographie

### Ses débuts
Originaire d’un milieu simple, Albert Barillé enchaîna dès son plus jeune âge diverses fonctions précaires, ses parents n’ayant pas les moyens de lui financer des études.
Son premier travail dans l’audiovisuel sera la production et la distribution dans les années 1950 de longs-métrages en Amérique latine. Il fonde ainsi la société de production Procidis qui existe encore aujourd’hui.

### Le succès des séries
Dans les années 1960, Albert Barillé décide d'orienter sa société de production vers la télévision, qui lui semble être l'avenir. Il voudrait distribuer des films pour les enfants, mais peu lui donnent satisfaction. Pour lui, le temps d'un jeune spectateur peut être employé utilement en le distrayant et l’amusant, mais aussi en lui apportant des connaissances.
En 1969, Albert Barillé crée Colargol, série d’animation destinée aux enfants. Toujours producteur indépendant, il finança lui-même la série (devant un refus de l'ORTF), et en confia la réalisation à Tadeusz Wilkosz (pl), animateur polonais (Film Studio Se-ma-for).
La série obtint rapidement le plus fort indice d'écoute des films pour les enfants. Le succès de Colargol fut tel que la série et surtout son personnage sont aujourd’hui entrés dans l'univers collectif de la génération française des années 1970 au même titre que Nounours ou Casimir.
Il crée en 1978, toujours avec la société de production Procidis, la première série animée d’une longue saga future : Il était une fois... l'Homme.
Celle-ci eut un grand succès dès son lancement. Des épisodes de cinq minutes étaient diffusés tous les jours à 19 h 55, juste avant les Jeux de 20 heures, sur FR3, et les téléspectateurs pouvaient ensuite voir l’épisode en entier le samedi.
Dix ans après Les Shadoks (première diffusion en 1968) ou encore Aglaé et Sidonie (1969), elle fut l'une des grandes séries télévisées françaises de dessin animé, et la pionnière du genre ludo-éducatif pour les enfants.
S’ensuivirent six autres séries, toujours avec la même vocation d’apprendre aux enfants, et reprenant des personnages désormais connus, notamment Maestro soutenu par la voix de Roger Carel.
Sept séries constituent donc la saga Il était une fois : sur l’homme, l’espace, la vie, les Amériques, les découvreurs, les explorateurs, et la Terre.
Chacune d’elles contient 26 épisodes, dont Albert Barillé est auteur, producteur et réalisateur ; et connurent un succès planétaire, diffusées dans 120 pays à travers le monde.
En outre, plusieurs projets n’ont pas abouti : dans les années 2000, Albert Barillé avait pensé à une série sur la mythologie grecque, ainsi qu’à un autre pan de la saga qui se serait intitulé : « Il était une fois le progrès ».

## Filmographie

### Télévision
- 1970 : Colargol
- 1978 : Il était une fois… l'Homme
- 1982 : Il était une fois… l'Espace
- 1987 : Il était une fois… la Vie
- 1992 : Il était une fois… les Amériques
- 1994 : Il était une fois… les Découvreurs
- 1997 : Il était une fois… les Explorateurs
- 2008 : Il était une fois… notre Terre

Les séries Il était une fois… ont connu une adaptation en bandes dessinées.

### Cinéma
- 1982 : Il était une fois… l'Espace : la Revanche des Humanoïdes

## Récompenses
- Grand prix du Festival international du film jeunesse (Colargol)
- Soleil d'or, meilleure émission pour la jeunesse (Il était une  fois… l'Homme)
- Médaille de vermeil de la création française (Ensemble de l’œuvre)
- Sept d'or, meilleure émission pour la jeunesse (Il était une fois… la Vie)
- Pater, meilleure  émission  pour  la jeunesse - Australie (Il était une fois…la Vie)
- Chevalier de l'ordre des Arts et des Lettres (Ensemble de l’œuvre)
- Laurier 2009 de la radio et de la télévision (Il était une fois…Notre Terre)

## Citations
« Donner à nos enfants le désir de savoir, éveiller leur curiosité. Les traiter aussi en personnes à part entière, qui comprennent bien plus que ne le croient les adultes. Vous les fortifierez ainsi et ils vous en sauront gré. »
« J'ai réalisé Il était une fois… notre Terre pour vous aider à prendre conscience que vous, les jeunes, êtes et serez les acteurs incontournables d'un développement durable. Que par chacun de vos gestes, vous agissez directement sur la planète, les hommes et le développement. Et aussi pour vous ouvrir des portes et vous donner l'envie d'agir positivement, de devenir des citoyens responsables, car VOUS êtes les “héritiers de la Planète”. »
« Voici quelque temps déjà qu'il m'a semblé nécessaire de mieux faire connaître aux enfants la planète qui va être la leur. De leur faire comprendre d'une façon non dramatique, que chaque geste peut être porteur de conséquences pour leur avenir. Que réchauffement de la planète, pollution, pauvreté, manque d'eau ne sont pas des fatalités, dans la mesure où tous nous saurons nous attaquer à leurs causes. 
Nos enfants sauront ainsi, à l'aide d'une série de dessins animés, c'est-à-dire de façon ludique et sans stress, ce qui peut et doit être fait. Aussi par eux, avec leur concours, aujourd’hui ou demain. 
Et qui mieux que Maestro, leur bon Maître barbu des séries Il était une fois, serait mieux qualifié pour le leur expliquer ? »

### Collaborateurs et partenaires
| Acteur (voix)        | Il était une fois… l’Homme (1978) | Il était une fois… l’Espace (1982) | Il était une fois… la Vie (1987) | Il était une fois… les Amériques (1992) | Il était une fois… les Découvreurs (1994) | Il était une fois… les Explorateurs (1996) | Il était une fois… notre Terre (2009) |
| -------------------- | --------------------------------- | ---------------------------------- | -------------------------------- | --------------------------------------- | ----------------------------------------- | ------------------------------------------ | ------------------------------------- |
| Roger Carel          |                                   |                                    |                                  |                                         |                                           |                                            |                                       |
| Vincent Ropion       |                                   |                                    |                                  |                                         |                                           |                                            |                                       |
| Patrick Préjean      |                                   |                                    |                                  |                                         |                                           |                                            |                                       |
| Annie Balestra       |                                   |                                    |                                  |                                         |                                           |                                            |                                       |
| Yves Barsacq         |                                   |                                    |                                  |                                         |                                           |                                            |                                       |
| Claude Bertrand      |                                   |                                    |                                  |                                         |                                           |                                            |                                       |
| Gérard Hernandez     |                                   |                                    |                                  |                                         |                                           |                                            |                                       |
| Olivier Destrez      |                                   |                                    |                                  |                                         |                                           |                                            |                                       |
| Marie-Laure Beneston |                                   |                                    |                                  |                                         |                                           |                                            |                                       |
| Sady Rebbot          |                                   |                                    |                                  |                                         |                                           |                                            |                                       |
| Gilles Laurent       |                                   |                                    |                                  |                                         |                                           |                                            |                                       |
| Gilles Tamiz         |                                   |                                    |                                  |                                         |                                           |                                            |                                       |
| Alain Dorval         |                                   |                                    |                                  |                                         |                                           |                                            |                                       |
| Béatrice Bruno       |                                   |                                    |                                  |                                         |                                           |                                            |                                       |
| Hélène Levesque      |                                   |                                    |                                  |                                         |                                           |                                            |                                       |
| Daniel Beretta       |                                   |                                    |                                  |                                         |                                           |                                            |                                       |
| Compositeur          |                                   |                                    |                                  |                                         |                                           |                                            |                                       |
| Michel Legrand       |                                   |                                    |                                  |                                         |                                           |                                            |                                       |